# Kabinett Itō II
Das 2. Kabinett Itō (jap. 第二次伊藤内閣, dai-niji Itō naikaku) regierte Japan unter Führung von Premierminister Itō Hirobumi vom 8. August 1892 bis zum 18. September 1896.
| Amt                                    | Name                 | Amtszeit                                                                                                | Kammer (Wahlkreis) | Partei          | Herkunft                   |
| -------------------------------------- | -------------------- | --- | ------------------ | --------------- | -------------------------- |
| Premierminister                        | Itō Hirobumi         | 8. August 1892 bis 18. September 1896 (mit den u. a. Ausnahmen)                                         |                    |                 | Chōshū/Hagi/Yamaguchi      |
| Premierminister                        | Inoue Kaoru          | 28. November 1892 bis 6. Februar 1893                                                                   |                    |                 | Chōshū/Hagi/Yamaguchi      |
| Premierminister                        | Kuroda Kiyotaka      | 21. März 1896 bis 1. April 1896; 5. Juni 1896 bis 13. Juli 1896; 31. August 1895 bis 18. September 1896 |                    |                 | Satsuma/Kagoshima          |
| Außenminister                          | Mutsu Munemitsu      | 8. August 1892 bis 15. Oktober 1895; 3. April 1896 bis 30. Mai 1996                                     |                    |                 | Kishū/Kii/Wakayama         |
| Außenminister                          | Saionji Kimmochi     | 5. Juni 1895 bis 3. April 1896; 30. Mai 1896 bis 18. September 1896                                     |                    |                 | kuge (k. Hofadel)          |
| Innenminister                          | Inoue Kaoru          | 8. August 1892 bis 15. Oktober 1894                                                                     |                    |                 | Chōshū                     |
| Innenminister                          | Yoshikawa Akimasa    | 3. Februar 1896 bis 14. April 1896                                                                      |                    |                 | Tokushima                  |
| Innenminister                          | Nomura Yasushi       | 15. Oktober 1894 bis 3. Februar 1896                                                                    |                    |                 | Chōshū                     |
| Innenminister                          | Itagaki Taisuke      | 24. April 1896 bis 18. September 1896                                                                   |                    | Liberale Partei | Tosa/Kōchi                 |
| Finanzminister                         | Watanabe Kuniaki     | 8. August 1892 bis 17. März 1895; 27. August 1895 bis 18. September 1896                                |                    |                 | Suwa/Takashima             |
| Finanzminister                         | Matsukata Masayoshi  | 17. März 1895 bis 27. August 1895                                                                       |                    |                 | Satsuma                    |
| Heeresminister                         | Ōyama Iwao           | 8. August 1892 bis 9. Oktober 1894; 26. Mai 1895 bis 18. September 1896                                 |                    |                 | Satsuma                    |
| Heeresminister                         | Saigō Tsugumichi     | 9. Oktober 1894 bis 7. März 1895; 28. April 1895 bis 8. Mai 1895                                        |                    | Kokumin Kyōkai  | Satsuma                    |
| Heeresminister                         | Yamagata Aritomo     | 7. März 1895 bis 28. April 1885; 8. Mai 1895 bis 26. Mai 1895                                           |                    |                 | Chōshū                     |
| Marineminister                         | Nire Kageyori        | 8. August 1892 bis 11. März 1893                                                                        |                    |                 | Satsuma                    |
| Marineminister                         | Saigō Tsugumichi     | 11. März 1893 bis 18. September 1896                                                                    |                    |                 | Satsuma                    |
| Justizminister                         | Yamagata Aritomo     | 8. August 1892 bis 11. März 1893                                                                        |                    |                 | Chōshū                     |
| Justizminister                         | Yoshikawa Akimasa    | 16. März 1893 bis 18. September 1896                                                                    |                    |                 | Tokushima                  |
| Kultusminister                         | Kōno Togama          | 8. August 1892 bis 7. März 1893                                                                         |                    |                 | Tosa                       |
| Kultusminister                         | Inoue Kowashi        | 7. März 1893 bis 29. August 1894                                                                        |                    |                 | Kumamoto/Higo              |
| Kultusminister                         | Yoshikawa Akimasa    | 29. August 1894 bis 3. Oktober 1894                                                                     |                    |                 | Tokushima                  |
| Kultusminister                         | Saionji Kimmochi     | 3. Oktober 1894 bis 18. September 1896                                                                  |                    |                 | kuge                       |
| Minister für Landwirtschaft und Handel | Gotō Shōjirō         | 8. August 1892 bis 22. Januar 1894                                                                      |                    |                 | Tosa                       |
| Minister für Landwirtschaft und Handel | Enomoto Takeaki      | 22. Januar 1894 bis 18. September 1896                                                                  |                    |                 | bakushin (Shogunatsvasall) |
| Minister für Kommunikation             | Kuroda Kiyotaka      | 8. August 1892 bis 17. März 1895                                                                        |                    |                 | Satsuma                    |
| Minister für Kommunikation             | Watanabe Kunitake    | 17. März 1895 bis 9. Oktober 1895                                                                       |                    |                 | Suwa                       |
| Minister für Kommunikation             | Shirane Sen’ichi     | 9. Oktober 1895 bis 18. September 1896                                                                  |                    |                 | Chōshū                     |
| Kolonialministerium                    | Takashima Tomonosuke | 8. August 1892 bis 18. September 1896                                                                   |                    |                 | Satsuma                    |
| Minister ohne Geschäftsbereich         | Kuroda Kiyotaka      | 8. August 1892 bis 18. September 1896                                                                   |                    |                 | Satsuma                    |

## Andere Positionen
| Amt                        | Name            |
| -------------------------- | --------------- |
| Chefkabinettssekretär      | Itō Miyoji      |
| Leiter des Legislativbüros | Suematsu Kenchō |